# The Bullion Boys
The Bullion Boys é um telefilme britânico de 1993 dirigido por Christopher Morahan baseado em uma história real. É estrelado por David Jason e Tim Pigott-Smith.